# 라오스 야구 국가대표팀
라오스 야구 국가대표팀은 라오스를 대표하여 야구 국제 대회에 출전하는 국가대표팀이다.

## 역사
2013년 11월 이만수 전 SK 와이번스 감독이 라오스 최초의 야구 팀인 라오J브라더스를 창단하였고 이 팀이 라오스 야구 국가대표팀의 모태가 되었다.
2017년 7월 3일 라오스 야구 협회가 창설된 이후 동년 11월 14일 빠툼타니에서 열린 홈팀 태국과의 2연전에서 라오스 야구 역사상 첫 국제 경기를 치렀다.
이후 2018년 아시안 게임을 통해 국제 무대에 첫 발을 내딛은 뒤 2019년 11월 세계 야구 소프트볼 연맹(WBSC)에 정회원으로 승인받았고 그로부터 약 4년 후에 열린 2022년 아시안 게임 1라운드 최종전에서 같은 동남아시아팀인 싱가포르를 8-7 케네디 스코어로 물리치고 라오스 야구 역사상 아시안 게임 첫 승과 함께 아시안 게임 2라운드 진출의 새 역사를 썼다.

## 국제 대회 기록

### 아시안 게임
| 아시안 게임 | 아시안 게임   | 아시안 게임   | 아시안 게임   | 아시안 게임   | 아시안 게임   | 아시안 게임   |
| 연도        | 결과          | 순위          | 승            | 패            | 득            | 실            |
| ----------- | ------------- | ------------- | ------------- | ------------- | ------------- | ------------- |
| 1994        | 참가하지 않음 | 참가하지 않음 | 참가하지 않음 | 참가하지 않음 | 참가하지 않음 | 참가하지 않음 |
| 1998        | 참가하지 않음 | 참가하지 않음 | 참가하지 않음 | 참가하지 않음 | 참가하지 않음 | 참가하지 않음 |
| 2002        | 참가하지 않음 | 참가하지 않음 | 참가하지 않음 | 참가하지 않음 | 참가하지 않음 | 참가하지 않음 |
| 2006        | 참가하지 않음 | 참가하지 않음 | 참가하지 않음 | 참가하지 않음 | 참가하지 않음 | 참가하지 않음 |
| 2010        | 참가하지 않음 | 참가하지 않음 | 참가하지 않음 | 참가하지 않음 | 참가하지 않음 | 참가하지 않음 |
| 2014        | 참가하지 않음 | 참가하지 않음 | 참가하지 않음 | 참가하지 않음 | 참가하지 않음 | 참가하지 않음 |
| 2018        | 1라운드       | 11위          | 0             | 2             | 10            | 30            |
| 2022        | 2라운드       | 8위           | 1             | 6             | 9             | 75            |
| 합계        | 2/8           |               | 1             | 8             | 19            | 105           |

## 국제 대회

### 아시안 게임

#### 2018년 아시안 게임
아시안 게임에는 2018년에 처음 출전하였으며, 이것이 라오스 야구 국가대표팀의 첫 국제 대회 출전이다. 1라운드에서 태국과 스리랑카와 경기를 치렀고 0승 2패로 1라운드에서 탈락하였다.
| 팀       | 승 | 패 | 득 | 실 | 차  |
| -------- | -- | -- | -- | -- | --- |
| 태국     | 2  | 0  | 29 | 3  | +26 |
| 스리랑카 | 1  | 1  | 18 | 24 | -6  |
| 라오스   | 0  | 2  | 10 | 30 | -20 |

|  | 2라운드 진출팀 |

| 2018년 8월 21일 14:00 | 태국   | 15 : 0 | 라오스 | GBK 야구장 |
| 2018년 8월 21일 14:00 | 리포트 |        |        | GBK 야구장 |

| 2018년 8월 22일 14:00 | 라오스 | 10 : 15 | 스리랑카 | GBK 야구장 |
| 2018년 8월 22일 14:00 | 리포트 |         |          | GBK 야구장 |